# Mauren
De gemeente Mauren (Alemannisch: Mura) ligt in het noorden van Liechtenstein. Tot de gemeente hoort ook de plaats Schaanwald. De gemeente heeft 4395 inwoners (2020), omvat 7,5 km² en ligt op 453 meter hoogte.

## Bezienswaardigheden
- Rooms-katholieke kerk Peter und Paul
- Kerk van de Heilige Theresia van het kindje Jesus